# Robert Benton
Robert Douglas Benton (Waxahachie, Texas, 29 de septiembre de 1932-Nueva York, 11 de mayo de 2025) fue un director de cine y guionista estadounidense.

## Biografía
Nació el 29 de septiembre en Waxahachie, Texas, hijo de Dorothy (al nacer, Dorothy Spaulding) y de Ellery Douglass Benton, un empleado de una compañía telefónica. Estudió en la Universidad de Texas y en Columbia.
Empezó a escribir guiones junto a su colega David Newman mientras colaboraba de editor en la revista Esquire. El éxito le llegó con Kramer vs. Kramer, donde además de guionista también fue director.
Dos de sus tíos paternos fueron asesinados por causas desconocidas. Por lo general escribía todos los guiones de sus películas.

## Filmografía
(D) Director, (G) Guionista
- Bonnie and Clyde, de Arthur Penn (1967) (G)
- El día de los tramposos, de Joseph L. Mankiewicz (1970) (G)
- Pistoleros en el infierno, de Robert Benton (1972) (DG)
- El gato conoce al asesino, de Robert Benton (1977) (DG)
- Kramer vs. Kramer, de Robert Benton (1979) (DG)
- Bajo sospecha, de Robert Benton (1982) (DG)
- Un lugar en el corazón, de Robert Benton (1984) (DG)
- Nadine, de Robert Benton (1987) (DG)
- Billy Bathgate, de Robert Benton (1991) (D)
- Nobody's Fool, de Robert Benton (1994) (DG)
- Al caer el sol, de Robert Benton (1998) (DG)
- La mancha humana, de Robert Benton (2003) (DG)
- La cosecha de hielo, de Harold Ramis (2005) (G)
- El juego del amor, de Robert Benton (2007) (DG)

## Premios y nominaciones
Premios Óscar
| Año  | Categoría                     | Película                  | Resultado |
| ---- | ----------------------------- | ------------------------- | --------- |
| 1968 | Mejor guion original          | Bonnie y Clyde            | Nominado  |
| 1978 | Óscar al mejor guion original | El gato conoce al asesino | Nominado  |
| 1980 | Óscar a la mejor dirección    | Kramer vs. Kramer         | Ganador   |
| 1980 | Óscar al mejor guion adaptado | Kramer vs. Kramer         | Ganador   |
| 1985 | Óscar a la mejor dirección    | En un lugar del corazón   | Nominado  |
| 1985 | Óscar al mejor guion original | En un lugar del corazón   | Ganador   |
| 1995 | Óscar al mejor guion adaptado | Nobody's Fool             | Nominado  |

Festival Internacional de Cine de Berlín
| Año  | Categoría                         | Película                | Resultado |
| ---- | --------------------------------- | ----------------------- | --------- |
| 1985 | Oso de Plata a la mejor dirección | En un lugar del corazón | Ganador   |